# Lonesome Dove : La Loi des justes
Pour les articles homonymes, voir Lonesome Dove.
Lonesome Dove : La Loi des justes ou Retour à Lonesome Dove (Return to Lonesome Dove) est une mini-série américaine en quatre parties de 80 minutes réalisée par Mike Robe et diffusée du 14 au 17 novembre 1993 sur le réseau CBS.
Il s'agit de la deuxième série dérivée de l'univers de Lonesome Dove, la première étant baptisée comme le livre éponyme, trois lui succéderont : Lonesome Dove : Le Crépuscule (Streets of Laredo) (1995), Lonesome Dove : Les Jeunes Années (1996) et Comanche Moon (2008). Cette deuxième série fut largement reniée par les fans car, non basée sur l'un des ouvrages de Larry McMurtry, elle reçut de mauvaises critiques.
En France, la mini-série a été diffusée en novembre 1995 sur TMC. L'intégrale des quatre premières saisons est disponible en coffret depuis le 23 février 2012.

## Synopsis
Le capitaine Woodrow F. Call (Jon Voight) a tenu sa promesse et a amené le corps de son ami Gus McCrae dans leur ranch du Texas.
Woodrow mène désormais une vie calme et paisible, mais c'est sans compter la vision d'un troupeau de mustangs. Il lui évoque directement les formidables péripéties qu'il a vécues par le passé... Il décide alors de repartir à l'aventure afin de convoyer ces chevaux sauvages jusqu'au Montana. Il est désormais entouré de Gideon Walker (William L. Petersen), un ancien Texas Ranger et de l'expérimenté Isom (Louis Gossett Jr.). Sur leur piste, de nombreux obstacles vont se dresser, comme lors des événements de Lonesome Dove...

## Fiche technique
- Réalisation : Mike Robe
- Scénario : John Wilder, d'après l'univers de Larry McMurtry
- Musique : Steven Scott Smalley et Bobby Muzingo, reprise des thèmes de Basil Poledouris
- Production : Dyson Lovell
- Sociétés de production : Artisan Home Entertainment
- Lieux de tournage : Montana et Texas
- Pays d'origine :  États-Unis
- Langue : anglais
- Classification :
  - France : Tous Publics
- Première diffusion : 14 novembre 1993

## Distribution

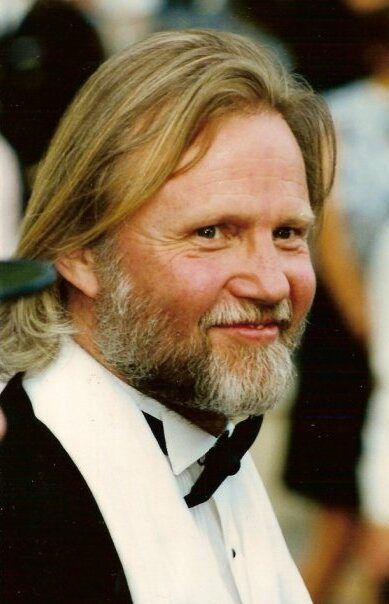
Jon Voight au Festival de Cannes, en 1993.

- Jon Voight (VF : Bernard Tiphaine) : capitaine Woodrow F. Call
- Barbara Hershey : Clara Allen
- Rick Schroder : Newt Dobbs
- Louis Gossett Jr. : Isom Pickett
- William L. Petersen : Gideon Walker
- Nia Peeples (VF : Martine Irzenski) : Agostina Vega
- Oliver Reed : Gregor Dunnigan
- Dennis Haysbert : Jack Jackson
- Reese Witherspoon : Ferris Dunnigan
- Timothy Scott : Pea Eye Parker
- Chris Cooper : July Johnson
- CCH Pounder : Sara Pickett
- Barry Tubb : Jasper Fant
- William Sanderson : Lippy Jones
- David Carpenter : Needle Nelson
- Leon Singer : Bolivar
- Dylan Baker : Nigel Winston